# Pleure, ô pays bien-aimé (film, 1952)
Pour le roman original, voir Pleure, ô pays bien-aimé.
Pour plus de détails, voir Fiche technique et Distribution.
Pleure, ô pays bien-aimé (Cry, the Beloved Country) est un film britannique réalisé par Zoltan Korda, sorti en 1952.
Le film est tiré du roman Pleure, ô pays bien-aimé (1948) de Alan Paton, également scénariste du film, qui dénonce  la ségrégation raciale dont sont victimes les Noirs au début de l'apartheid en Afrique du Sud.

## Synopsis
Au début de l'apartheid, dans l'arrière-pays sud-africain, le pasteur noir Stephen Kumalo (Canada Lee) d'un pauvre village entreprend un voyage à la recherche de son fils disparu, apparemment devenu un délinquant sinon un criminel.
Il découvre à Johannesbourg la misère du peuple noir, les bidonvilles, la prostitution, la délinquance. Il rencontre le révérend Msimangu (Sidney Poitier), un jeune pasteur sud-africain, qui va l'aider à retrouver son fils. De tragiques circonstances vont l'amener à mieux connaître le grand propriétaire terrien de son village dont le fils, progressiste engagé contre l'apartheid, vient d'être assassiné par le fils de Kumalo.

## Fiche technique
- Titre : Pleure, ô pays bien-aimé
- Titre original : Cry, the Beloved Country
- Réalisation : Zoltan Korda
- Scénario : Alan Paton, d'après le roman d'Alan Paton
- Production : Zoltan Korda, Alan Paton
- Société de production : London Film Productions
- Société de distribution : British Lion Film Corporation, Lopert Pictures Corporation
- Musique : Raymond Gallois-Montbrun
- Photographie : Robert Krasker
- Montage : David Eady
- Décors : Wilfred Shingleton
- Costumes : Maisie Kelly
- Pays d'origine :  Royaume-Uni
- Langue : Anglais
- Format : Noir et blanc - 1,37:1 - Mono - 35 mm
- Genre : Drame
- Durée : 103 minutes
- Date de sortie :
  -  mai 1952
  -  21 août 1953

## Distribution
- Canada Lee : Stephen Kumalo
- Charles Carson : James Jarvis
- Sidney Poitier : Révérend Msimangu
- Joyce Carey : Margaret Jarvis
- Geoffrey Keen : Père Vincent
- Michael Goodliffe : Martens, l'officier de probation
- Edric Connor : John Kumalo, frère de Stephen
- Charles McRae : Ami de Stephen
- Lionel Ngakane : Absolom Kumalo, fils de Stephen
- Vivien Clinton : Mary
- Albertina Temba : Mrs. Kumalo, femme de Stephen
- Bruce Anderson : Frank Smith, fermier et ami de James Jarvis
- Bruce Meredith Smith : Capitaine Jaarsveldt
- Berdine Grunewald : Mary Jarvis, femme d'Arthur
- Cecil Cartwright : Harrison, père de Mary Jarvis
- Ellen Kuzwayo : une tenancière de bar.

## Autour du film

### Contexte historique
La politique d'apartheid se voulait l'aboutissement institutionnel d'une politique et d'une pratique jusque-là empirique de ségrégation raciale, élaborée en Afrique du Sud depuis la fondation de la colonie du Cap en 1652. Avec l'apartheid, le rattachement territorial (puis la nationalité) et le statut social dépendaient du statut racial de l'individu.
Le film a été tourné en Afrique du Sud. En 1952, le pays était régi par les lois de l'apartheid strict (imposant la ségrégation raciale). 
Les acteurs Noirs Sidney Poitier et Canada Lee ont pu contourner ces lois en disant aux autorités de l'immigration sud-africaine qu'ils n'étaient pas acteurs, mais  des serviteurs  du producteur/réalisateur Zoltan Korda. 
Dans le cas contraire, les  deux acteurs Noirs et le réalisateur blanc n'auraient pas été autorisés à l'associer les uns avec les autres alors qu'ils étaient dans le pays.

### Remake
Ce film a fait l'objet d'un remake réalisé en 1995 par Darrell Roodt, avec James Earl Jones dans le rôle de Stephen Kumalo et Richard Harris dans celui de James Jarvis.
Notons que le roman d'Alan Paton avait déjà été adapté en 1949, sous forme d'une "tragédie musicale" de Kurt Weill et Maxwell Anderson, titrée Lost in the Stars et portée au cinéma en 1974 sous le même titre (réalisation de Daniel Mann).

## Distinctions
Le film a été présenté pour la première fois au Festival de Cannes en 1952.
Il fit également partie de la sélection officielle du Festival du film de Berlin la même année, où il remporta l'Ours de bronze (aujourd'hui appelé Ours d'argent du meilleur réalisateur), attribué à Zoltan Korda.
Enfin, l'année suivante, il fut nommé aux BAFTA Awards du meilleur film et du meilleur film de toutes sources, et il reçut l'UN Award, prix récompensant les films portant un ou plusieurs des principes de la Charte des Nations unies.